# M2 (артиллерийский тягач)
M2 (англ. Half-Track Car M2) — полугусеничный бронированный артиллерийский тягач США периода Второй мировой войны. Спроектирован в 1940—1941 годах инженерами сектора оборонной продукции компании Firestone Tire & Rubber Company. Под их же контролем на заводах компании были выпущены первые предсерийные образцы бронетягача, тогда ещё не имевшего стандартизированного индекса M2. Серийное производство M2 продолжалось с 1941 по 1944 год. Всего было выпущено 13 058 бронетягачей этого типа, включая его улучшенный вариант M2А1. 
M2 наряду с бронетранспортёром М3 (Half-Track Personnel Carrier М3), с которым его иногда путают из-за очень похожей конструкции и внешнего вида, был основным бронированным полугусеничником войск США во Второй мировой войне и активно использовался ими на всех театрах военных действий в качестве артиллерийского тягача. После окончания Второй мировой войны значительное количество этих машин ещё долго состояло на вооружении армий многих стран мира. Они активно использовались в локальных войнах: воевали в Корее, Алжире и Индокитае. Израиль применял эти машины в арабо-израильских войнах 1948, 1956, 1967, 1973 и 1982 годов. В модернизированном виде они состоят на вооружении израильской военной полиции и в XXI веке.

## История создания и производства
Прототип машины был спроектирован и изготовлен в 1940 году фирмой «White motor company» и назван Т14. В октябре 1940-го принят на вооружение. Гусеничный движитель для нового бронетягача был разработан специально. Базой для создания машины послужили узлы и агрегаты гражданских грузовых автомобилей — двигатель в сборе со сцеплением и коробкой передач, мосты, рулевое управление, агрегаты и приборы электрооборудования.
Бронетранспортеры выпускали две фирмы:
Autocar: М2 (1941 — 424, 1942 — 1325, 1943 — 1243), М2А1 (1943 — 362, 1944 — 315)
White Motor Company: М2 (1941 — 3141, 1942 — 3410, 1943 — 1872), М2А1 (1943 — 625, 1944 — 341)

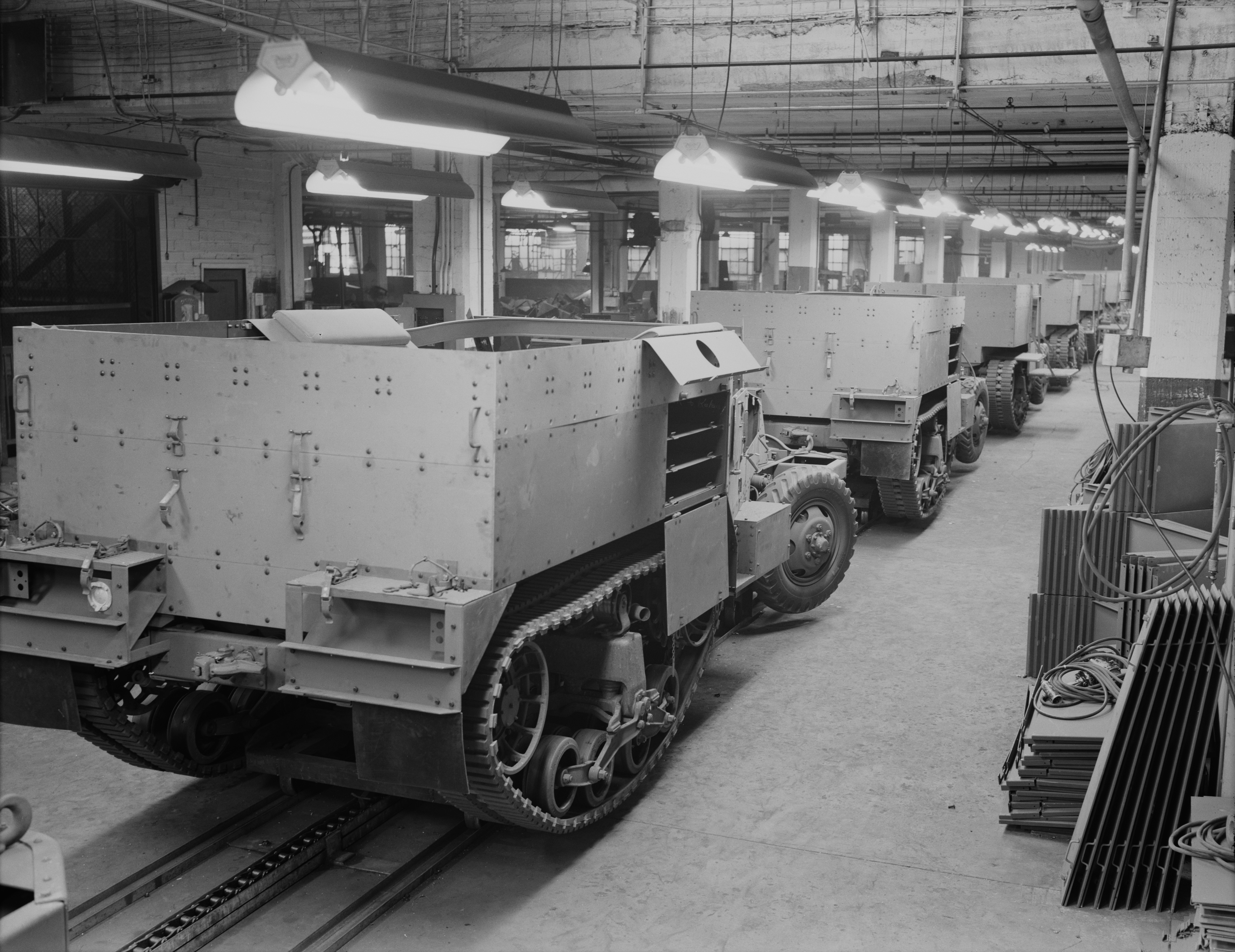
Выпуск М2. Декабрь 1941

| Год   | Модель | 1     | 2     | 3     | 4     | 5     | 6     | 7     | 8     | 9     | 10    | 11    | 12    | Всего |
| ----- | ------ | ----- | ----- | ----- | ----- | ----- | ----- | ----- | ----- | ----- | ----- | ----- | ----- | ----- |
| 1941  | М2     |       |       |       |       | 65    | 329   | 599   | 454   | 535   | 655   | 331   | 597   | 3565  |
| 1942  | М2     | 643   | 587   | 202   | 220   | 287   | 43    | 54    | 114   | 205   | 504   | 648   | 1228  | 4735  |
| 1943  | М2     | 623   | 68    | 538   | 241   | 312   | 402   | 468   | 269   | 194   |       |       |       | 3115  |
| 1943  | М2А1   |       |       |       |       |       |       |       |       |       | 429   | 258   | 300   | 987   |
| 1943  | Всего  | 623   | 68    | 538   | 241   | 312   | 402   | 468   | 269   | 194   | 429   | 258   | 300   | 4102  |
| 1944  | М2А1   | 196   | 316   | 144   |       |       |       |       |       |       |       |       |       | 656   |
| Итого | Итого  | Итого | Итого | Итого | Итого | Итого | Итого | Итого | Итого | Итого | Итого | Итого | Итого | 13058 |

## Описание конструкции
M2 имел классическую капотную автомобильную компоновку, с переднимм размещением моторно-трансмиссионного отделения, центральным — отделения управления и кормовым — кузова для 8 человек расчета и двух ящиков для артиллерийских выстрелов с открывающимися наружу бронированными крышками. Штатный экипаж составлял 2 человека.

### Броневой корпус

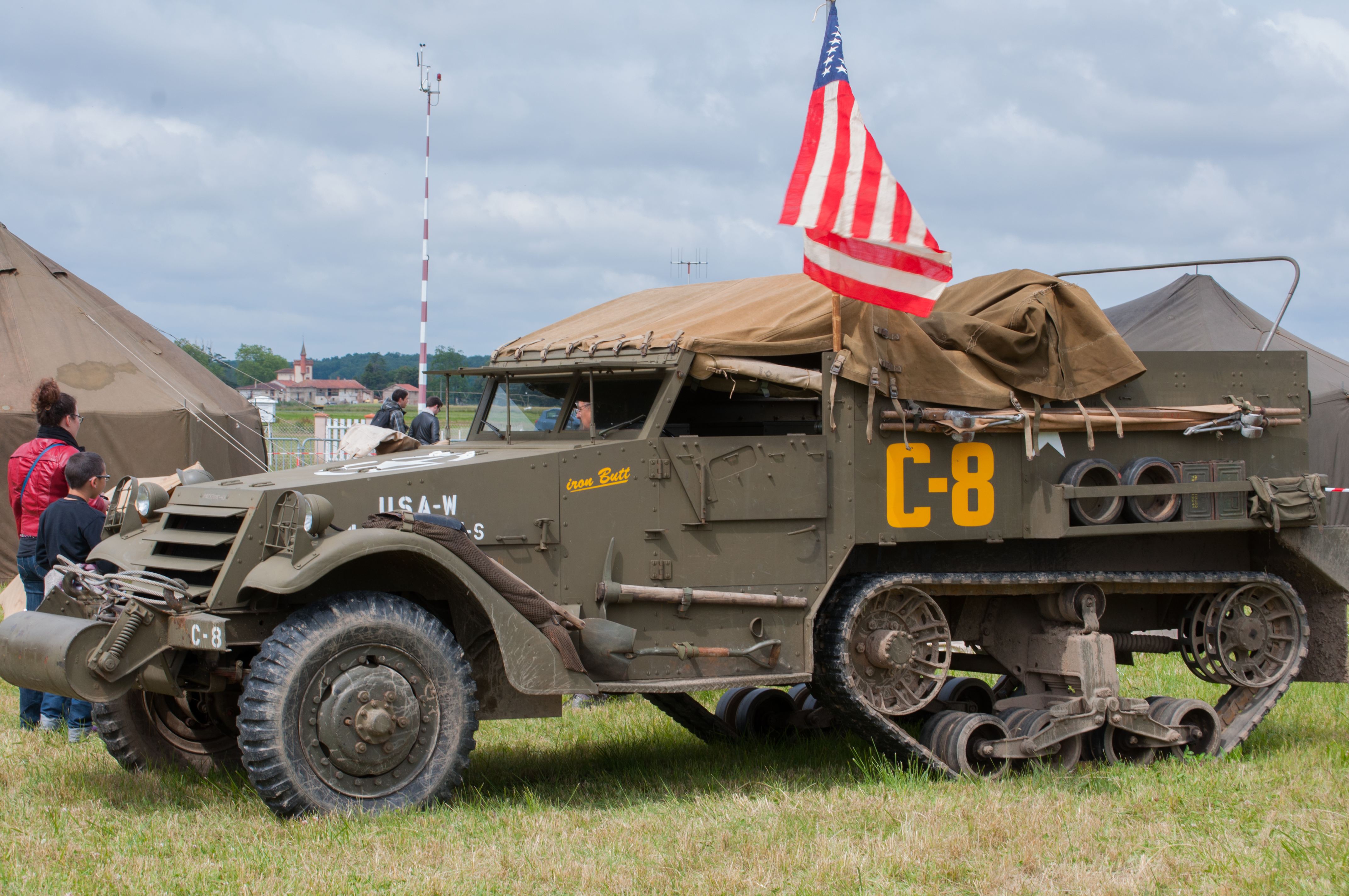
Тягач М2. При увеличении позади двери командира видны снизу петли крышки ящика для выстрелов

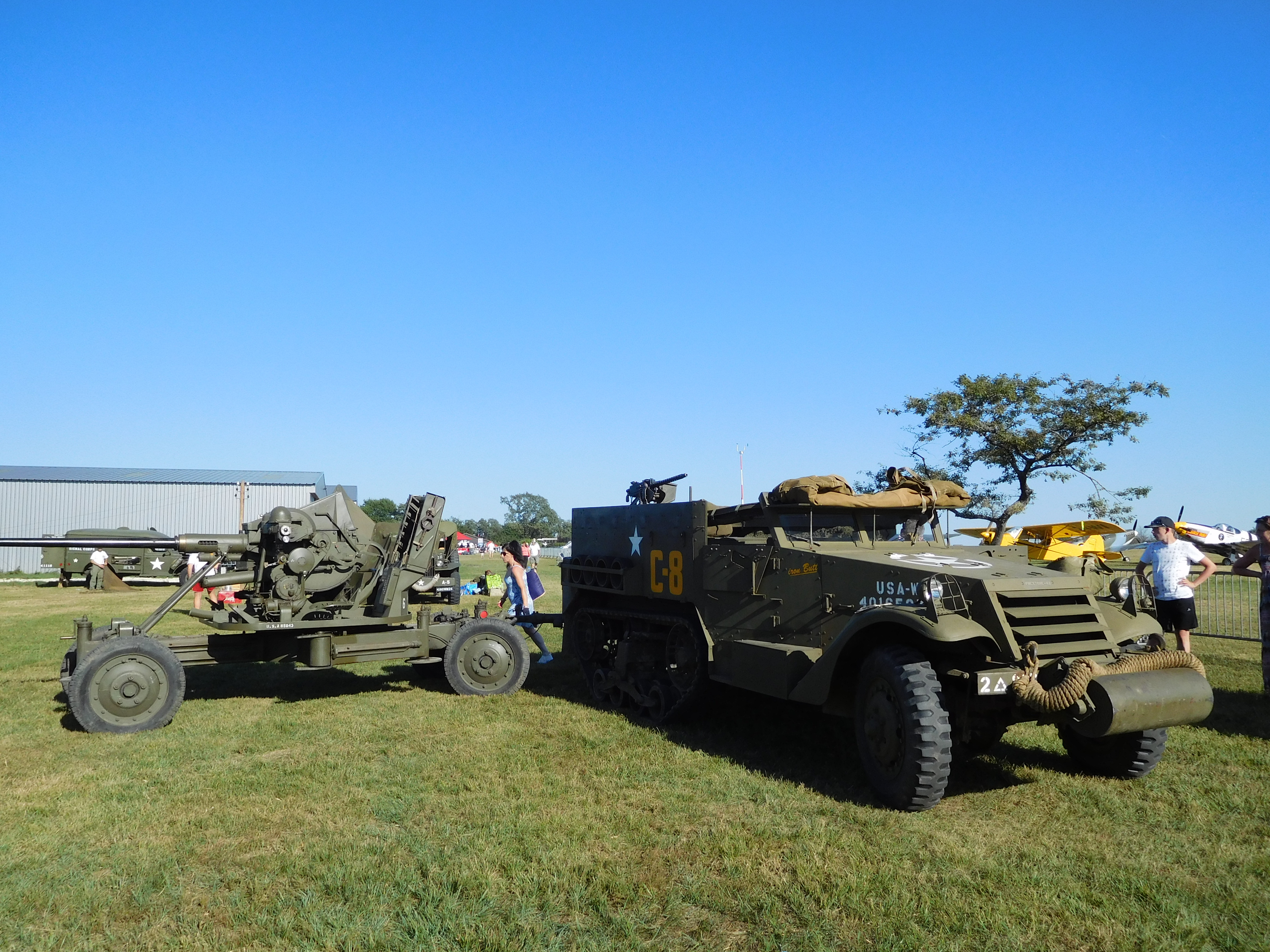
Тягач М2 с 40-мм зенитной пушкой М1. При увеличении позади двери командира видны снизу петли крышки ящика выстрелов

Корпус бронетягача открытого типа склепывался из катаных листов поверхностно закалённой броневой стали, и монтировался на раме шасси. Толщина лобовой брони достигала 12,7 мм, бортовой — 6,35 мм. Форма корпуса в целом повторяла форму грузового автомобиля и не имела рациональных углов наклона. Крыша над кузовом и отделением управления отсутствовала. По бортам кузова 2 ящика для артиллерийских выстрелов с открывающимися наружу бронекрышками. В отделении управления, где размещались водитель (слева) и командир машины (справа), имелись две броневые двери, верхние детали которых откидные. Передний броневой лист кабины, снабженный смотровыми щелями, вне боя можно было поднять вверх и закрепить на трёх вертикальных стойках. Задняя дверь в кормовой части корпуса отсутствовала, поэтому для посадки в машину и спешивания расчету приходилось прыгать через борта.

### Вооружение
Пулемет Браунинг M2HB калибра 12,7 мм на тумбовой установке между сиденьями водителя и командира. В вертикальной плоскости углы наведения от −15° до +85°. 
Сверху по периметру корпуса крепился рельс для установки одного-двух пулеметов Браунинг M1919A4 калибра 7,62 мм. 
В состав штатного вооружения (без учёта личного вооружения перевозимого десанта) входили также 9-мм пистолет-пулемёт, 10 гранат, 14 противотанковых мин, которые хранились на специальных полках-стеллажах, расположенных на бортах в задней части корпуса. Возимый боекомплект: 700 патронов калибра 12,7 мм, 7750 патронов калибра 7,62 мм, 540 патронов калибра 9 мм.

### Средства наблюдения и связи
За сиденьем командира бронетранспортера устанавливалась радиостанция КВ и УКВ диапазона, которая обеспечивала внешнюю двустороннюю связь. Коротковолновая радиостанция со штыревой антенной высотой 2,4 м обеспечивала телефонную связь на дальность до 16 км. УКВ радиостанция обеспечивала связь на дальность до 1 км.

### Двигатель и трансмиссия
На бронетранспортере установлен карбюраторный двигатель Уайт 160 AX. 
 Число/расположение цилиндров — 6/рядное 
рабочий объём — 6322 см³ 
мощность — 108 кВт (147 л. с.) при 3000 об/мин. 
 Трансмиссия: 4-х скоростная механическая, 2-х скоростной демультипликатор в одном блоке с раздаточной коробкой, однодисковое сухое сцепление с механическим приводом «Spicer».

### Ходовая часть
В ходовой части используются автомобильные мосты «Тимкен». Ведущий передний мост Тимкен F-35-HX-1. Подвеска — рессорная совместно с гидравлическими амортизаторами (двумя). 
Гусеничный движитель — задний мост Тимкен 56410-BX-67, ведущие колеса — передние, направляющие колеса с натяжным механизмом — задние, один поддерживающий каток на борт, 4 сдвоенных обрезиненных опорных катка на борт, гусеница — резинометаллическая шириной 300 мм с грунтозацепами. Подвеска балансирная с буферными пружинами.

## Модификации

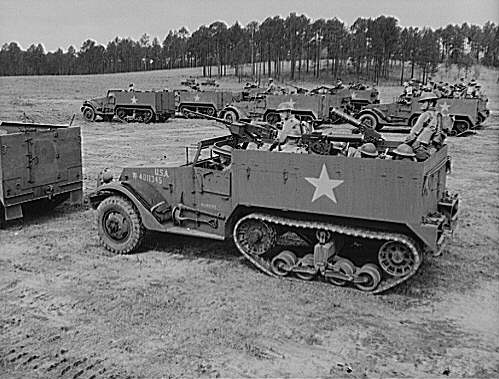
М2. Форт-Беннинг. 1942

Дальнейшая работа по усовершенствованию машины привела к появлению модификации М2А1. Она отличалась от базовой модели наличием турельной установки М49 для 12,7-мм пулемета Браунинг М2НВ, которая была смонтирована в передней части корпуса над сиденьем командира машины и обеспечивала ведение кругового обстрела, а также трёх гнезд по одному на каждый борт и корму машины — под шкворневую установку дополнительного пулемета Браунинг М1919А4. Рельс для крепления пулеметов наверху корпуса был демонтирован.

## Эксплуатация и боевое применение
Первые М2 были переданы армии США в мае 1941 года. Они поступили на вооружение 14 мотопехотных полков. Боевое крещение машин состоялось в ноябре 1942 года во время проведения операции «Факел» — высадке американских войск в Северной Африке. Первой воинской частью, вступившей в бой на этих машинах, и понесшей большие потери, был 6-й мотопехотный полк 1-й танковой дивизии. Впоследствии М2 и М2А1 использовались американцами во всех без исключения операциях Второй мировой войны, как на Европейском, так и на Тихоокеанском театрах военных действий. 342 М2 было поставлено в СССР по ленд-лизу. В Красной Армии они использовались для буксирования, в основном, противотанковой артиллерии.